# 48782 Fierz
48782 Fierz este un asteroid din centura principală de asteroizi.

## Descriere
48782 Fierz este un asteroid din centura principală de asteroizi. A fost descoperit pe 20 septembrie 1997 la Observatorul din Ondřejov de Lenka Šarounová. Asteroidul prezintă o orbită caracterizată de o semiaxă mare de 2,74 ua, o excentricitate de 0,15 și o înclinație de 9,6° în raport cu ecliptica.